# 松浦市立福島養源小学校
松浦市立福島養源小学校（まつうらしりつ ふくしまようげんしょうがっこう）は、長崎県松浦市福島町塩浜免にある公立小学校。

## 概要
歴史
2016年（平成28年）に松浦市立の小学校2校（福島地区南部の松浦市立福島小学校と北部の松浦市立養源小学校）が統合の上開校。校舎は松浦市立福島中学校の隣接地に建設される新校舎を使用。旧養源小学校校区からはスクールバスが運行されている。
校章
福島の頭文字「F」と養源の頭文字「Y」の形をしている2つの波と桜の花弁を組み合わせたものを背景にして中央に「小」の文字を置いている。桜の花弁は旧・福島小学校と旧・養源小学校の校章に入っていたものである。
校歌
作詞は縣恒則、作曲は小川源による。歌詞は3番まであり、各番に校名の「福島養源小学校」が登場する。
校区
住所表記で「長崎県松浦市福島町」全域。中学校区は松浦市立福島中学校。

## 沿革
統合準備
- 2012年（平成24年）5月 - 松浦市小・中学校適正配置準備委員会が設置される[4]。
- 2013年（平成25年）10月 - 福島地区統合小学校の名称が公募される。
- 2014年（平成26年）
  - 7月 - 校章が公募される。
  - この年 - 松浦市立福島中学校の隣接地において統合小学校の校地造成・新校舎の建設に着工。
- 2015年（平成27年）
  - 1月16日 - 松浦市議会1月定例会において平成27年度末の松浦市立福島小学校と松浦市立養源小学校の廃止、および平成28年度始めの松浦市立福島養源小学校の新設が議決される[3]。
  - 3月27日 - 校章が決定[2]。

統合・開校
- 2016年（平成28年）
  - 2月21日 - 松浦市立養源小学校 閉校記念式典を挙行[5]。
  - 3月31日 - 松浦市立福島小学校と松浦市立養源小学校が統合により、閉校。
  - 4月1日 - 「松浦市立福島養源小学校」が開校[2]。
  - 4月8日 - 松浦市立福島中学校の体育館にて開校式を挙行。

## アクセス
最寄りのバス停
- 西肥自動車（西肥バス） 「福島港」バス停

最寄りの国道・県道
- 長崎県道・佐賀県道103号喜内瀬鍋串辻線

## 周辺
- 松浦市役所福島支所（旧・福島町役場）
- 松浦市立福島中学校
- 松浦警察署福島警察官駐在所
- 福島郵便局
- JAながさき西海福島支所
- 国民健康保険直営松浦市立福島診療所
- 福島町消防センター
- 保健センター

## 関連事項
- 長崎県小学校一覧